# 니코 미노루
니코 미노루(다른 이름으로는 시스터 그림)는 미국 만화의 마블 코믹스에 등장하는 슈퍼히어로이다. 그녀는 마블 코믹스의 런어웨이즈에서 처음 등장했다. 2003년 브라이언 K. 본에 의해 탄생한 그녀는 런어웨이즈 1호에 등장한 캐릭터였다. 다른 런어웨이즈 원년 멤버와 마찬가지로 그녀 또한 프라이드라고 불리는 악당들의 딸이었다. 그녀의 경우 프라이드 중 미노루스라 불리는 어둠의 마버바의 딸이었다. 이를 알아낸 니코는 다른 런어웨이즈들과 함께 도망쳣으며, 그녀는 후에 자신의 부모로부터 마법의 능력을 물려받았음을 알게 된다.